# Lithobius nigripalpis
Lithobius nigripalpis är en mångfotingart som beskrevs av Ludwig Carl Christian Koch 1867. Lithobius nigripalpis ingår i släktet Lithobius och familjen stenkrypare.

## Underarter
Arten delas in i följande underarter:
- L. n. egens
- L. n. nigripalpis